# Mitsuba Corporation
MITSUBA Corporation (株式会社ミツバ, Kabushiki-gaisha MITSUBA) ou, simplesmente, MITSUBA, é uma fabricante japonesa de peças de automóveis, incluindo componentes elétricos para sistemas de limpador de para-brisas, retrovisores, motores de janelas elétricas, bombas de combustível, e reguladores de pressão.
A Mitsuba é listada na Bolsa de Tóquio, e a partir de Março de 2014, dispõe de 47 empresas.
A empresa esteve envolvida no desenvolvimento do projeto Tokai Challenger, um carro solar construído pela Tokai University. A Mitsuba fabricou o motor de acionamento direto por corrente contínua sem escovas.

## História
- 1946 - Mitsuba Electric Mfg. Co., Ltd. foi fundada em Kiryu, Prefeitura de Gunma. A Produção e venda de lâmpadas geradoras para bicicletas começou.[3]
- 1951 - Produção e venda de buzinas automotivas começou como o primeiro negócio relacionado a automóveis.
- 1956 - Produção e venda de motores de limpadores começou.
- 1960 - Produção e venda de arrancadores para pequenas motocicletas começou.
- 1970 - Ryomo Computing Center Co., Ltd. foi fundado. (Renomeado para Ryomo Systems Co., Ltd. em 1982)
- 1977 - Oferta pública inicial na Bolsa de Valores de Tóquio.
- 1986 -  A Mitsuba Corporation americana foi fundada em Illinois, E.U.A.
- 1988 - As ações da Mitsuba foram listadas na Segunda Seção da Bolsa de Valores de Tóquio.
- 1989 - A listagem das ações da Mitsuba foi alterada para a Primeira Seção da Bolsa de Valores de Tóquio.
- 1996 - O nome da empresa foi alterado para Mitsuba Corporation.

Estabelecida a primeira base europeia de produção para componentes automotivos na França.

- 1997 - Mitsuba anunciou a Nova Declaração Ambiental da Mitsuba e Diretrizes para Ação.
- 2006 - MITSUBA WAY foi estabelecido.
- 2007 - A Jidosha Denki Kogyo Co., Ltd. (Jideco) fundiu-se à Mitsuba.

## Segmentos de negócios e produtos
| - Sistema de campo de visão - Sistemas de limpa para-brisas dianteiros - Sistemas de limpa para-brisas traseiros - Sistemas de lavagem de para-brisas - Espelhos retrovisores - Lâmpadas - Sistema de conveniência e conforto - Motores de janela elétrica - Motores de assento - Motores de teto solar - Sistemas de portas deslizantes elétricas - Sistema de guincho - Atuadores de trava de porta - Abridores de tampa do depósito de combustível - Relés - Buzinas - Módulo auxiliar do motor - Motores de partida - Motores de ventoinhas - Atuadores dinâmicos inteligentes - Sistema de controle de acionamento - Motores de controle do acelerador eletrônico - Motores de direcção assistida elétrica - Atuadores de pedais de força ativa - Motores de servo freio elétrico | - Motores de partida - Geradores de CA - Iniciadores de GCA - Módulos de bomba de combustível - Relés gerais, de arranque e de intermitência - Atuadores - Buzinas - Atuadores lineares - Comandos e interruptores de atuador linear - Produtos para Carros Solares - Motores para pequenos veículos elétricos - Motores para carrinhos de corrida elétricos - Motores de propulsão para pequenos veículos elétricos - Motores para propósitos gerais - Sistemas de iluminação para bicicletas |